# Château de Trim
Pour les articles homonymes, voir Trim.
Le château de Trim (en anglais Trim Castle, en irlandais Caisleán Bhaile Atha Troim), est situé à Trim, dans le comté de Meath, sur les rives du fleuve Boyne. Il s’étend sur une surface de 30 000 m2, ce qui en fait le plus grand château d’Irlande et le plus important complexe d’architecture normande en Europe. Il a été fondé par Hugues de Lacy, lord de Meath.

## Architecture
Le bâtiment central de trois étages, appelé tour de garde ou donjon, a un plan cruciforme unique, qui ressemble à la superposition d’un carré à une croix et comporte ainsi vingt angles. Il a été construit en au moins trois phases, initialement par Hugues de Lacy, vers 1174, puis en 1196 et 1206 par Walter de Lacy, son fils. La tour occupe l’emplacement d’une fortification de bois, disparue dans un incendie en 1173, à la suite d’attaques par le roi du Connacht, Rory O’Connor (en irlandais Ruaidrí Ua Conchobair).
Les restes des murs d’enceinte datent principalement du milieu du XIIIe siècle. Ils se situent du côté de Dublin et de la ville de Trim, alors qu’ils sont entièrement détruits du côté de la rivière Boyne.
D’autres bâtiments subsistent également : une barbacane (ouvrage de fortification protégeant une porte) ronde très inhabituelle, incluse dans le mur d’enceinte et qui sert de porte d’entrée pour la ville de Dublin, une maison de garde carrée du côté ville, appelée la Porte de Trim (en anglais Trim Gate), les fondations d’un grand hall datant du milieu du XIIIe siècle, et d’une fabrique de monnaie.

## Histoire
Le château était un centre de l’administration normande, pour la Liberty of Meath, une des zones administratives irlandaises créées par Henri II d'Angleterre et confiée à Hugues de Lacy. Celui-ci en prit possession en 1172 et choisit d'occuper Trim Castle en 1174, après construction du château de pierre.

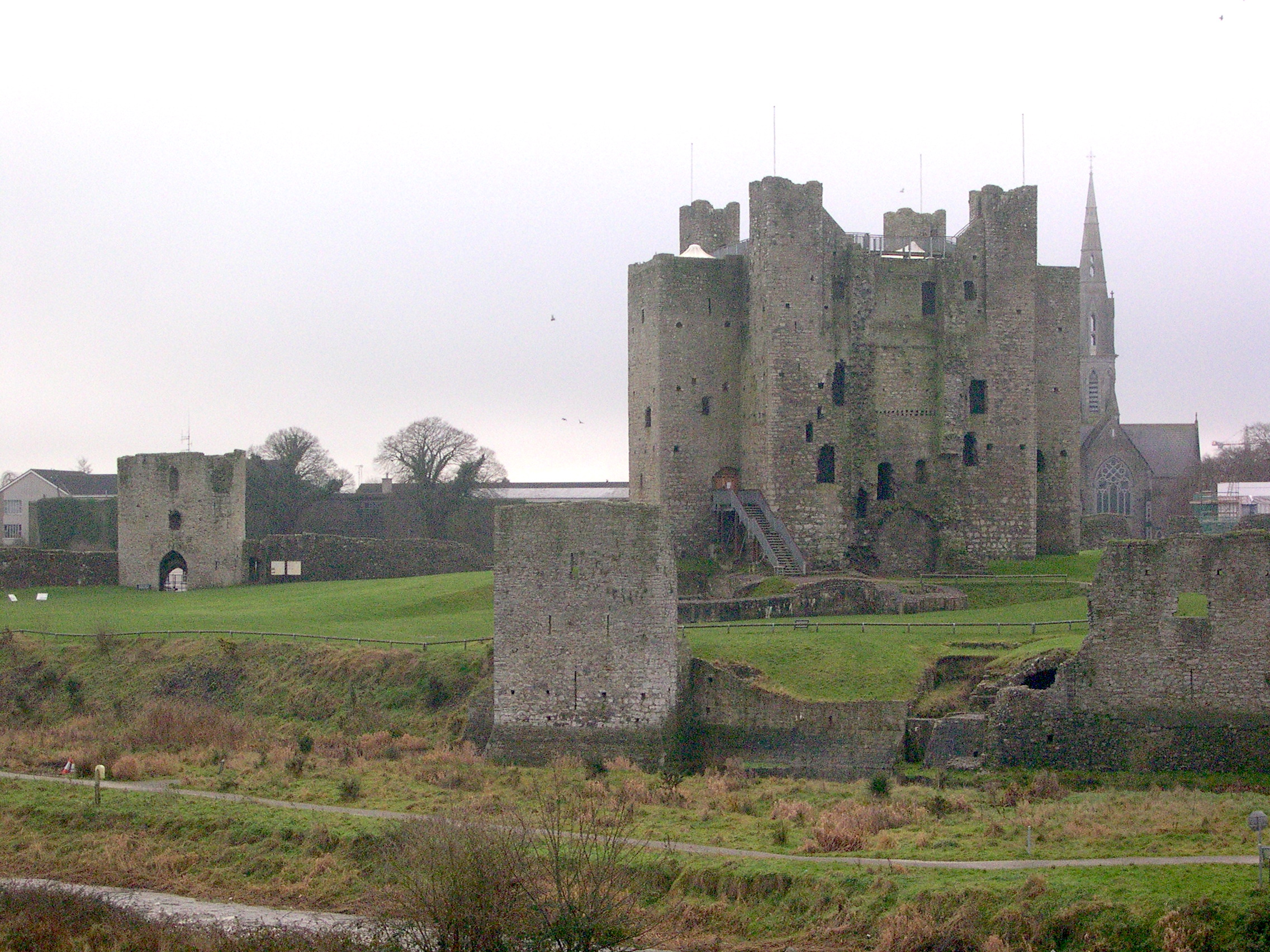
Château de Trim.

Ce site a été choisi pour sa situation sur un terrain surélevé, surplombant un gué sur la rivière Boyne. Bien que situé à 40 km de la mer d'Irlande, il était alors accessible par bateau en remontant la rivière.
À la fin du Moyen Âge, Trim Castle était centre administratif du comté de Meath et marquait la frontière Nord de l' English Pal, une région d'un rayon d'une trentaine de kilomètres autour de Dublin progressivement fortifiée par les britanniques afin de la défendre contre les Gaëls.
Aux XVIe et XVIIe siècles, son importance a décru, et l'état du château s'est détérioré.
Après la conquête cromwellienne de l'Irlande, le château a été attribué à la famille Wellington, qui l’a conservé jusqu’à l’époque d’Arthur Wellesley, qui le vendit aux Leslies de Glaslough, Monaghan. Dans les années qui suivirent, il passa entre les mains des barons de Dunsany, les Plunketts. Ils laissèrent les terres en accès libre et s’en servirent périodiquement pour divers usages. Une partie du terrain fut notamment louée à la municipalité et utilisée comme décharge publique et un petit bâtiment de réunion de la Royal British Legion fut construit. Les Dunsanys furent les propriétaires du château jusqu’en 1993, lorsque, après des années de discussions, Lord Dunsany vendit à l’État le terrain et les bâtiments, conservant uniquement un accès à la rivière et les droits de pêche.
L’Office of Public Works (OPW) irlandais put alors mener un programme de restauration et de fouilles majeur, pour un coût supérieur à 6 millions d'euros. Il inclut notamment une restauration partielle des douves et l'installation d'un toit de protection. Ce travail de restauration et de mise en valeur a valu à Trim Castle de recevoir un prix « "Europa Nostra" » (appelé aussi Prix du Patrimoine culturel de l’Union européenne) en 2002. Ce prix vise à « reconnaître les meilleures pratiques dans le domaine de la préservation et la mise en valeur du patrimoine au niveau européen ».

## Ouverture au public
Trim Castle est ouvert au public tous les jours du samedi de Pâques au jour d’Halloween (31 octobre), à partir de 10 h, uniquement les week-ends et jours fériés en hiver. L'entrée est payante.
On peut visiter librement les zones situées en extérieur, mais l'intérieur de la tour n'est accessible que par une visite guidée (en anglais) de 45 minutes.
Les terrains appartenant au château, mais situés à l'extérieur du mur d'enceinte, sont accessibles librement toute l'année. Ils comprennent un petit canal restauré et de beaux points de vue. Un pont piétonnier permet de traverser la Boyne et d'accéder à quelques ruines historiques liées au château de Trim, mais excentrées.

## Conservation
Au début des années 2000, le ministre irlandais de l'environnement, Martin Cullen, a ordonné à ses fonctionnaires de ne pas s'opposer à la construction d'un hôtel de cinq étages, sur un terrain en vis-à-vis avec Trim Castle et dont la hauteur surpasserait celle du château. Sa décision a été critiquée par de nombreux urbanistes, fonctionnaires et spécialistes du patrimoine, déjà opposés au traitement réservés à des sites historiques tels que Carrickmines Castle (dont les ruines ont été détruites pour permettre la construction d'une route) ou le domaine de Carton (maison et parc historique du XVIIIe siècle, transformés en hôtel et terrain de golf au détriment de leur conservation). Cet hôtel, extrêmement proche de Trim Castle, a été ouvert en août 2006, amenant un nombre important de touristes à Trim, mais compromettant l'environnement visuel de ce site historique majeur.

## Lieu de tournage
Le château de Trim a été utilisé en 1994 pour les besoins du tournage de Braveheart, de Mel Gibson.